# Aleksandr Anuczin
Aleksandr Anatoljewicz Anuczin (ros. Александр Анатольевич Анучин; ur. 10 sierpnia 1983) – rosyjski zapaśnik startujący w stylu klasycznym. Siódmy na mistrzostwach świata w 2009 i dziesiąty w 2011. Piąty na mistrzostwach Europy w 2009. Czwarty w Pucharze Świata w 2009 i 2010; piąty w 2007 i 2008; dziewiąty w 2012 i dwunasty w 2011. Triumfator igrzysk wojskowych w 2007. Mistrz Rosji w 2008 i 2012 i wicemistrz w 2007 i 2011 roku.